# Krajní levice
Krajní levice nebo ultralevice (extrémní levice) je politologický pojem, který se používá k souhrnnému označení politických ideologií, které jsou na pravolevém spektru výrazně extrémnější oproti standardní levicové politice. Přestože definice krajní levice jsou obvykle vágní, většinou je spojuje snaha překonat kapitalistický systém a dosáhnout tak naprosté sociální a ekonomické rovnosti ve společnosti formou odstranění všech forem útlaku a sociální hierarchie. Mnohdy také usiluje o nahrazení mainstreamové zastupitelské demokracie systémem, který shledává více demokratickým (přímá demokracie). Extremistická krajně levicová uskupení k dosažení těchto cílů mohou využívat i násilných prostředků.
Za krajně levicové ideologie se obvykle považují některé proudy anarchismu (výhradně mimo anarchokapitalismu),většina proudů marxismu, zejména marxismus-leninismus, komunismus a revoluční socialismus. Za levicový nelze považovat nacismus, zejména kvůli svému silně protimarxistickému a protikomunistickému postoji a politice rasové diskriminace, která je proti zásadám krajní levice a uznává spíše kapitalistické hodnoty. Proto je považován za krajně pravicový.